# Hidrometeorología

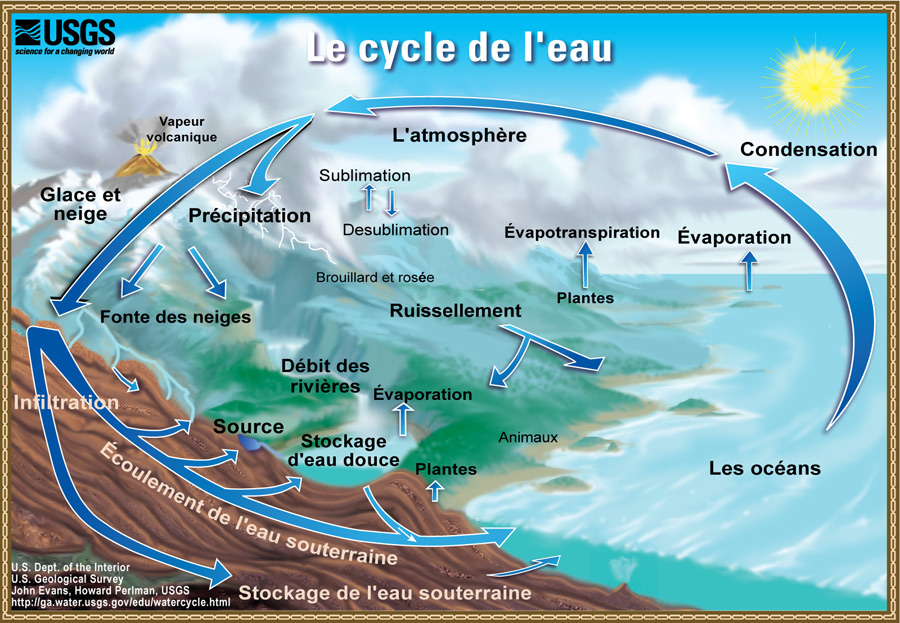
Diagrama del ciclo del agua (francés)

La hidrometeorología es una rama de las ciencias de la atmósfera (Meteorología y Climatología) y de la Hidrografía que estudia la transferencia de agua y energía entre la superficie y la atmósfera.
Se deben a la acción de factores atmosféricos, como el viento, la lluvia o cambios bruscos de temperatura. Son ejemplos de éstos los huracanes, las inundaciones y las tormentas de nieve o granizo.
También investiga la presencia de agua en la atmósfera en sus diferentes fases.
Entre sus temas de estudio se encuentran:
- El ciclo del agua.
- La dinámica de los procesos húmedos.
- La circulación atmosférica asociados con el agua de precipitación.
- Modelización numérica de fenómenos hidrometeorológicos.
- Análisis objetivo de los campos de precipitación medida por pluviómetros y radar.
- Proyectos en las redes de medición de hidro-meteorológico y sistemas de medición e instrumentación de mesoescala y microescala.
- Las estrategias teóricas, las estadísticas y la predicción numérica de la precipitación (lluvia, nieve, granizo, etc.).
- Las simulaciones por computador de la lluvia junto a los modelos de flujo de agua en la superficie.
- Los problemas urbanos de las inundaciones.
- La predicción de las precipitaciones en el corto y muy corto plazo.
- El acoplamiento de modelos atmosféricos para la precipitación, la capa límite planetaria y zonas de vegetación y urbana.
- El balance hídrico y la hidrología de superficie.

La hidrometeorología presta especial atención a las condiciones de superficie de las zonas urbanizadas donde el impacto de las severas tormentas ha causado considerables pérdidas humanas y materiales.